# T-Mobile (cégcsoport)

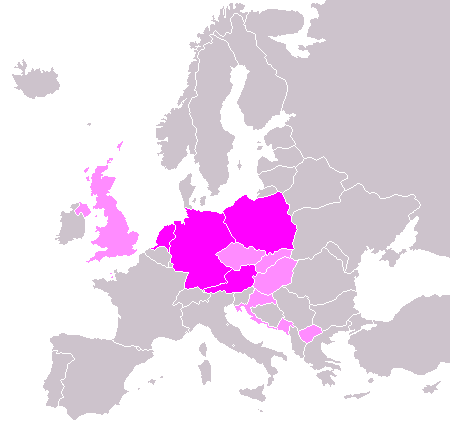
A T-Mobile International részesedése a nemzeti T-Mobile vállalatokban (a T-Mobile USA kivételével)

A T-Mobile a német távközlési vállalat, a Deutsche Telekom egyes leányvállalatai által használt márkanév (a „T” a Telekom rövidítése). Európában ma Csehországban (T-Mobile Czech Republic) és Lengyelországban (T-Mobile Polska), illetve az Amerikai Egyesült Államokban (T-Mobile US) használt. Körülbelül százmillió előfizetője van, ezzel a világ hatodik legnagyobb mobilszolgáltatója, emellett Wi-Fi HotSpotokat is szolgáltat. 
A T-Mobile márkanevet 1996-ban vezették be, és korábban más országok leányvállalatai is használták, köztük Ausztriában (ma Magenta), Horvátországban (ma Hrvatski Telekom), Németországban (ma Deutsche Telekom), Magyarországon (ma Magyar Telekom), Montenegróban (ma Crnogorski Telekom), Hollandiában (ma Odido), Észak-Macedóniában (ma Makedonski Telekom), Szlovákiában (ma Slovak Telekom), és az Egyesült Királyságban (jelenleg EE). 

## Külső hivatkozások
- A T-Mobile International weboldala (angolul)
- A T-Mobile International weboldala (németül)